# Otagoa nova
Otagoa nova är en spindelart som beskrevs av Forster 1970. Otagoa nova ingår i släktet Otagoa och familjen Desidae. Inga underarter finns listade i Catalogue of Life.